# De documenten van Langneus
De documenten van Langneus is het 142ste stripverhaal van Jommeke. De reeks wordt getekend door striptekenaar Jef Nys.

## Verhaal
Jan Haring nodigt Jommeke, zijn ouders en Filiberke uit om bij hem langs te komen. Hij wil samen met zijn vrienden met vakantie op zee. Als ze richting de haven gaan, duwt plots een man Filiberke een geheimzinnige omslag met documenten in de handen. Deze man heeft een zeer lange neus, Filiberke moet deze documenten goed bewaren! Aan boord vertelt Filiberke zijn verhaal aan zijn vrienden. Doch de man met de lange neus wordt later ontvoerd. De ontvoerders dwingen hem om te spreken waar de omslag is. Als dit bekend geraakt, wordt Filiberke via een duikboot opgespoord. Ze willen de omslag met documenten hebben. Jommeke overhandigt de omslag aan de bemanning van de duikboot. Maar al snel komen deze te weten dat ze bedrogen zijn met een vals omslag. Jommeke en zijn vrienden gaan zich verschuilen op een onbewoond eiland. Toch weten de documentenjagers Marie alsnog te ontvoeren. Dan overhandigen ze ten slotte toch de echte documenten zodat Marie weer vrijgelaten wordt. Flip, de papegaai, slaagt er op zijn beurt opnieuw in om de documenten te bemachtigen. Na nog wat toeren komen Jommeke en zijn vrienden weer veilig thuis.
Tot slot krijgen ze met zijn allen de onderscheiding, Grootridder van de vrede omdat ze de wereldvrede hebben gered!

## Achtergronden bij het verhaal
- Jommeke en zijn vrienden krijgen in dit stripalbum de onderscheiding Grootridder van de vrede. In het volgende album krijgen ze wonderwel opnieuw dezelfde onderscheiding.